# Code PUK
Pour les articles homonymes, voir PUK (homonymie).

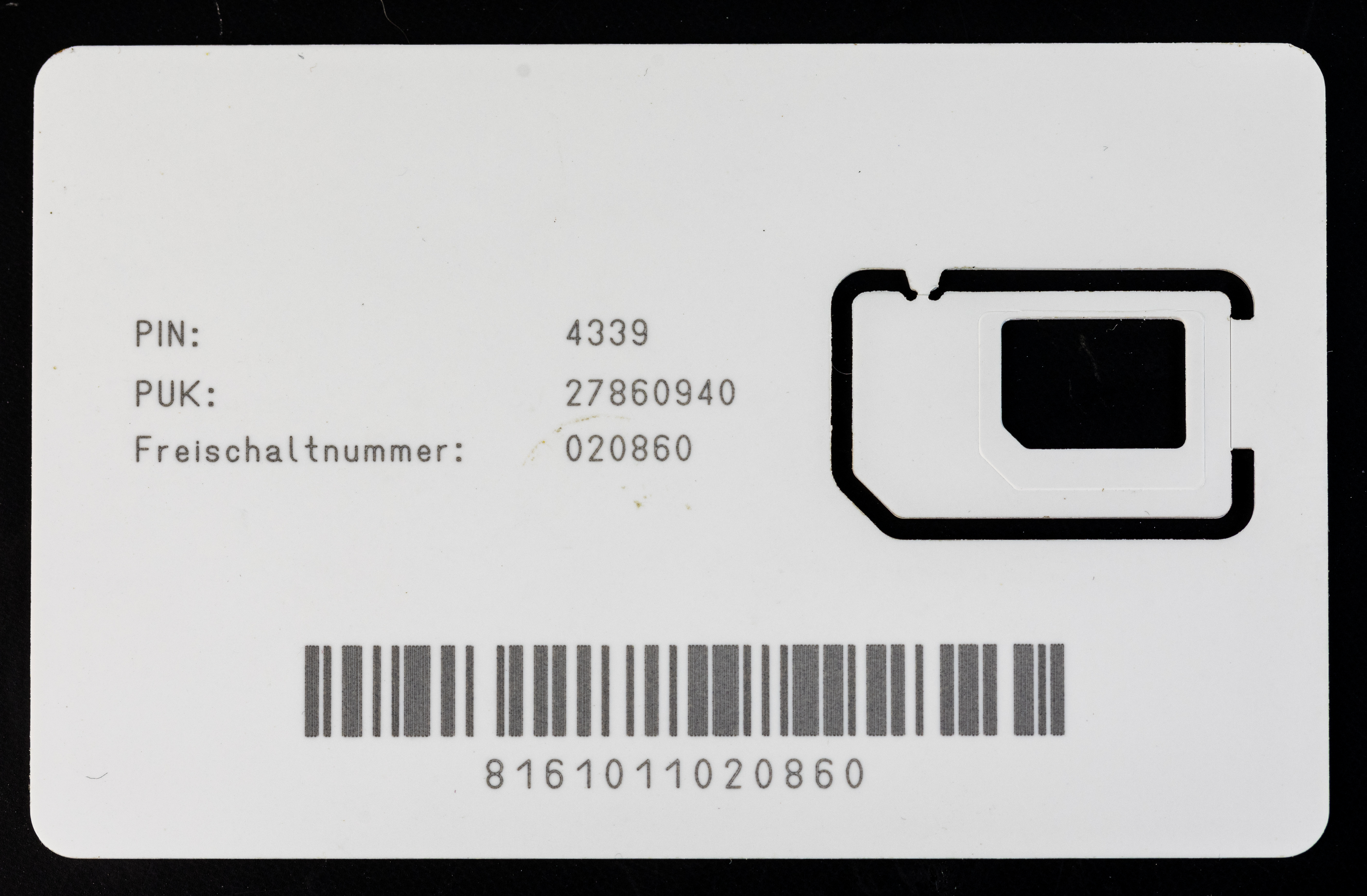
Le code PUK désigne une suite de 8 chiffres

Un code PUK (de l'anglais : Personal unblocking/Unlocking Key,, ou PIN unlock[ing] key,), ou clé personnelle de déverrouillage (CPD) est un code comportant généralement 4 à 8 chiffres. Il sert à modifier un code PIN sur la puce d'un téléphone mobile (carte SIM) ou d'une carte à puce (notamment celle de la carte d'identité électronique), après plusieurs essais infructueux (en général 3).

## Récupération du code PUK
Le code PUK est délivré par les opérateurs mobiles, avec la carte SIM. Il peut être inscrit sur le papier accompagnant la carte de la puce SIM (« PUK . . . . . ») ou encore sur la carte en plastique support dans laquelle la carte SIM (au format mini ou micro) est initialement insérée. Chez Free, Bouygues Telecom, Orange et SFR (et Red by SFR), le code est également récupérable depuis son espace client, les applications dédiées et/ou via le service client.

## Invalidation de la carte SIM
Après plusieurs essais erronés sur le code PUK (entre 5 et 10), la carte SIM est irrévocablement désactivée et une nouvelle carte doit être commandée.